# 広幡村 (山形県)
広幡村（ひろはたむら）は、かつて山形県南置賜郡にあった村。

## 沿革
- 1889年（明治22年）4月1日 - 町村制施行に伴い南置賜郡成島村（一部）、小山田村、上小菅村、下小菅村が合併し、広幡村が発足。
- 1954年（昭和29年）10月1日 - 米沢市に編入され消滅。